# 34. Goya-gála
A 34. Goya-gála során a 2019-ben bemutatott spanyol filmeket értékelték. A jelölteket az Academy of Cinematographic Arts and Sciences of Spain választotta ki. A málagai Palacio de Deportes José María Martín Carpenaban tartott ceremóniát a Televisión Española és a TVE Internacional közvetítették 2020. január 25-én. A műsor házigazdái Andreu Buenafuente és Silvia Abril voltak. A jelöltek listáját Elena Anaya és Miguel Herrán jelentették be 2019. december 2-án. A gála során Pepa Flores "Marisol" kapta meg a tiszteletbeli Goya-díjat. Ez volt a harmadik gála, amit Madridon kívül tartottak (a 14-et Barcelonába, a 33-at Sevillaban rendezték), egyben a második alkalom, amikor Andalúzia egyik városa adott otthont a Goyának..

## Győztesek és jelöltek
A nyertesek félkövérrel jelölve.

### Főbb díjak
| Legjobb film | Legjobb rendező |
| --- | --- |
| - Fájdalom és dicsőség - Szabadon - A vég nélküli lövészárok - Égető múlt - Amíg a háború tart | - Pedro Almodóvar – Fájdalom és dicsőség - Alejandro Amenábar – Amíg a háború tart - Aitor Arregi, Jon Garaño, Jose Maria Goenaga – A vég nélküli lövészárok - Oliver Laxe – Égető múlt                         |
| Legjobb férfi főszereplő | Legjobb női főszereplő |
| - Antonio Banderas – Fájdalom és dicsőség - Antonio de la Torre – A vég nélküli lövészárok - Karra Elejalde – Amíg a háború tart - Luis Tosar – Szemet szemért - A múlt árnyai                                   | - Belén Cuesta – A vég nélküli lövészárok - Penélope Cruz – Fájdalom és dicsőség - Greta Fernández – Egy tolvaj lánya - Marta Nieto – Madre                                                                     |
| Legjobb férfi mellékszereplő | Legjobb női mellékszereplő |
| - Eduard Fernández – Amíg a háború tart - Luis Callejo – Szabadon - Asier Etxeandia – Fájdalom és dicsőség - Leonardo Sbaraglia – Fájdalom és dicsőség                                                           | - Julieta Serrano – Fájdalom és dicsőség - Natalia de Molina – Ég veled - Mona Martínez – Ég veled - Nathalie Poza – Amíg a háború tart                                                                         |
| Legjobb új színész | Legjobb új színésznő |
| - Enric Auquer – Szemet szemért - A múlt árnyai - Santi Prego – Amíg a háború tart - Nacho Sánchez – Diecisiete - Vicente Vergara – A vég nélküli lövészárok                                                     | - Benedicta Sánchez – Égető múlt - Carmen Arrufat – La innocència - Pilar Gómez – Ég veled - Ainhoa Santamaría – Amíg a háború tart                                                                             |
| Legjobb eredeti forgatókönyv | Legjobb adaptált forgatókönyv |
| - Fájdalom és dicsőség – Pedro Almodóvar - A platform – David Desola, Pedro Rivero - A vég nélküli lövészárok – Jose Maria Goenaga, Luiso Berdejo - Amíg a háború tart – Alejandro Amenábar, Alejandro Hernández | - Szabadon – Benito Zambrano, Daniel Remón, Pablo Remón - Buñuel en el laberinto de las tortugas – Eligio Montero, Salvador Simó - Madre – Isabel Peña, Rodrigo Sorogoyen - A vonatozás előnyei – Javier Gullón |
| Legjobb iberoamerikai film | Legjobb európai film |
| - Balekok a pácban – Argentína - Pók – Chile - El despertar de las hormigas – Costa Rica - Monos – Kolumbia | - Nyomorultak - Határeset - Portré a lángoló fiatal lányról - Yesterday |
| Legjobb új rendező | Legjobb animációs film |
| - Belén Funes – Egy tolvaj lánya - Galder Gaztelu-Urrutia – A platform - Aritz Moreno – A vonatozás előnyei - Salvador Simó – Buñuel en el laberinto de las tortugas                                             | - Buñuel en el laberinto de las tortugas - Elcano és Magellán: Az első út a Föld körül - Klaus – A karácsony titkos története                                                                                   |

### Egyéb díjak
| Legjobb operatőr | Legjobb vágás |
| --- | --- |
| - Égető múlt – Mauro Herce - Fájdalom és dicsőség – José Luis Alcaine - A vég nélküli lövészárok – Javier Agirre Erauso - Amíg a háború tart – Alex Catalán | - Fájdalom és dicsőség – Teresa Font - A vég nélküli lövészárok – Laurent Dufreche, Raúl López - Madre – Alberto del Campo - Amíg a háború tart – Carolina Martínez Urbina |
| Legjobb látványtervezés | Legjobb gyártásvezető |
| - Amíg a háború tart – Juan Pedro de Gaspar - Fájdalom és dicsőség – Antxón Gómez - A vég nélküli lövészárok – Pepe Domínguez - A vonatozás előnyei – Mikel Serrano | - Amíg a háború tart – Carla Pérez de Álbeniz - Fájdalom és dicsőség – Toni Novella - Szabadon – Manolo Limón - A vég nélküli lövészárok – Ander Sistiaga |
| Legjobb hang | Legjobb vizuális effektusok |
| - A vég nélküli lövészárok – Iñaki Díez, Alazne Ameztoy, Xanti Salvador, Nacho Royo-Villanova - Fájdalom és dicsőség – Sergio Bürmann, Pelayo Gutiérrez, Marc Orts - Amíg a háború tart – Aitor Berenguer, Gabriel Gutiérrez - Szemet szemért - A múlt árnyai – David Machado, Gabriel Gutiérrez, Yasmina Praderas | - A platform – Mario Campoy, Iñaki Madariaga - A vég nélküli lövészárok – Jon Serrano, David Heras - Amíg a háború tart – Raúl Romanillos, Juanma Nogales - Perdiendo el este – Juan Ramón Molina, Félix Bergés                                                                            |
| Legjobb jelmeztervezés | Legjobb smink |
| - Amíg a háború tart – Sonia Grande - Fájdalom és dicsőség – Paola Torres - A vég nélküli lövészárok – Lourdes Fuentes, Saioa Lara - Paradise Hills – Alberto Valcárcel | - Amíg a háború tart – Ana López-Puigcerver, Belén López-Puigcerver, Nacho Díaz - Fájdalom és dicsőség – Ana Lozano, Sergio Pérez Berbel, Montse Ribé - A vég nélküli lövészárok – Yolanda Piña, Félix Terrero, Nacho Díaz - A vonatozás előnyei – Karmele Soler, Olga Cruz                |
| Legjobb eredeti filmzene | Legjobb eredeti dal |
| - Fájdalom és dicsőség – Alberto Iglesias - Buñuel en el laberinto de las tortugas – Arturo Cardelús - A vég nélküli lövészárok – Pascal Gaigne - Amíg a háború tart – Alejandro Amenábar | - "Intemperie" (Javier Ruibal) – Szabadon - "Invisible" (Caroline Pennell, Jussi Ilmari Karvinen (Jussifer), Justin Tranter) – Klaus – A karácsony titkos története - "Allí en la arena" (Toni M. Mir) – La innocència - "Miel y agua" (Lorena López Martínez) – La noche de las dos lunas |
| Legjobb rövidfilm | Legjobb animációs rövidfilm |
| - Suc de Síndria - El nadador - The Foreigner - Maras - Xiao Xian | - Madrid 2120 - El árbol de las almas perdidas - Homomaquia - Muedra |
| Legjobb dokumentumfilm | Legjobb rövid dokumentumfilm |
| - Ara Malikian, una vida entre las cuerdas - Aute Retrato - El cuadro - Historias de nuestro cine | - Nuestra vida como niños refugiados en Europa - 2001 Destellos en la oscuridad - El infierno - El sueño europeo: Serbia |

## Előadott számok
| Előadó                                           | Közreműködő előadó              | Szám                                                                                  |
| ------------------------------------------------ | ------------------------------- | ------------------------------------------------------------------------------------- |
| Ana Mena Rayden                                  | Silvia Abril Andreu Buenafuente | Nyitószám                                                                             |
| Pablo Alborán                                    | Pablo Alborán                   | "Sobreviviré"                                                                         |
| Jamie Cullum                                     | Jamie Cullum                    | "Endings Are Beginnings" (az "In Memoriam" szegmens alatt)                            |
| Amaia Celia Flores                               | Amaia Celia Flores              | "Canción de Marisol" "Estando contigo" (Marisol színésznő iránti tisztelgés jegyéből) |
| A Chorus Line (a 2019-es spanyol előadás stábja) | Antonio Banderas                | "One"                                                                                 |

## Fordítás
- Ez a szócikk részben vagy egészben  a(z)   34th Goya Awards című angol Wikipédia-szócikk fordításán alapul.  Az eredeti cikk szerkesztőit annak laptörténete sorolja fel. Ez a jelzés csupán a megfogalmazás eredetét és a szerzői jogokat jelzi, nem szolgál a cikkben szereplő információk forrásmegjelöléseként.